# Matteo Cicinelli
Matteo Cicinelli (Roma, 12 de marzo de 1998) es un deportista italiano que compite en pentatlón moderno. Ganó dos medallas de plata en el Campeonato Europeo de Pentatlón Moderno, en los años 2022 y 2024.

## Medallero internacional
| Campeonato Europeo | Campeonato Europeo       | Campeonato Europeo | Campeonato Europeo |
| Año                | Lugar                    | Medalla            | Competición        |
| ------------------ | ------------------------ | ------------------ | ------------------ |
| 2022               | Székesfehérvár (Hungría) | Medalla de plata   | Relevo mixto       |
| 2024               | Budapest (Hungría)       | Medalla de oro     | Relevo             |